# 法庭心理學
法庭心理學又稱法律心理學、法證心理學、法醫心理學、司法心理学，是心理學的一個分支，內容涉及到法律。法庭心理學的主要部分是參與刑事司法體系的工作。這是運用心理學的方法和原則，並把它們應用到法律制度，而主要是在法庭上。 1893年授業於哥倫比亞大學的詹姆斯·麥基恩·卡特爾教授，是第一個研究和學習證詞心理的人。

## 簡介
始於十八世紀，古希臘人和羅馬人最先在法律上引入「瘋狂」的概念。現今社會，作為心理學的一個分支，法庭心理學已經存在了超過五十年，這些年來已經過了很多變化。
其變化主要是，發展出不同方式來評估心理因素。這些評估是用於法庭工作上，以了解哪些行為是犯罪或者是異常行為。應用的心理測試包括：韋克斯勒成人智力量表，墨跡測驗，及明尼蘇達多項人格問卷。
2001年美國心理學協會委員會的代表，認可法庭心理學作為一門專業。一個廣泛的定義包括兩部分：第一部分研究人類行為，與相關的法律程序；第二部分是心理學的實踐，在法律體系中進行磋商，包括刑事和民事法律。

## 職能分類
法庭心理學家有許多專業崗位和就業機會，他們可以在幾個不同的設置下執業。
- 學術研究：法庭心理學家可從事教學、研究、培訓和監督學生，和參與其他教育相關的活動。
- 執法顧問：法庭心理學家還協助執法，他們的工作是與警察或其他執法機構合作。
- 懲教心理學家：懲教心理學家從事囚犯和罪犯矯正工作。
- 評估人員：這些法庭心理學家評估在刑事或民事案件中，當事人心理健康的狀況。
- 專家證人：與見證人不同，專家證人有表達意見的能力。
- 提供治療：在刑事和民事案件中，如當事人要求，法庭心理學家可提供心理治療。
- 審訊顧問：法庭心理學家經常參與審判諮詢，亦是法律心理學的一部分。[7]

## 主要範圍
一般情況下，法庭心理學家為法院工作。法院對他們的提問一般不會是心理問題，而是法律問題，回應的語言必須為法院理解。例如，法庭心理學家經常被法院委任，去評估被告接受審判的能力。
法院也經常任命一名法庭心理學家，去評估被告人在犯罪時的心理狀態。這是對被告在犯罪時是精神錯亂或神智清醒的評估，因為其中會涉及到刑事責任。這些主要都不是心理的問題，而是法律的問題。因此，法庭心理學家必須能夠將當事人心理所傳達的情況，轉化為法律見解的內容。法庭心理學家的一個重要職能，是在法庭上作為專家證人提供證詞。他們也可能需對判定提供專業見解，被告人是否在法律上有資格受審的問題。